# 祁连山南路桥
祁连山南路桥，是位于上海市跨越苏州河的一座桥梁，也是蘇州河上最長的橋樑。该桥为横跨式桥梁，北接普陀区祁连山南路，南接长宁区淞虹路。

## 历史
- 2007年，祁连山南路桥开工。[2]
- 2008年5月，祁连山南路桥竣工。
- 2008年10月（一說2019年10月1日[1]），祁连山南路桥全线开通。

## 其他

### 经过该桥的公交线路
121、876、808、1205

## 脚注
1. 1 2 3  . 金德琅主编 上海：上海教育出版社 2013 第297页.   [2020-11-22]. （原始内容存档于2021-07-20）.
2. ↑  青年报·2007年9月12日·《苏州河再添纽带 普陀长宁一线牵 祁连山南路桥全面开工》